# Holly & Benji (singolo)
Holly & Benji è un singolo del produttore discografico italiano Ava, pubblicato il 13 dicembre 2019.

## Descrizione
Realizzato con la partecipazione vocale dei rapper Capo Plaza e Shiva, il titolo del brano è un riferimento ai due giocatori dell'anime Holly e Benji - Due fuoriclasse: attraverso questo parallelismo, Capo Plaza ribadisce la provenienza dalla strada e ciò che questo ha comportato, mentre Shiva la consapevolezza di giocare un ruolo chiave nell'hip hop italiano e che è giunta ora il momento per dimostrare quanto vale.

## Video musicale
Il videoclip, pubblicato il 16 dicembre 2019, è stato diretto da  Davide Vicari e Mastro Ent e mostra Ava nelle sembianze di uno scienziato entrare nel proprio laboratorio segreto dove dà vita al brano insieme a Capo Plaza e Shiva.

## Tracce
1. Holly & Benji (feat. Capo Plaza e Shiva) – 3:40

## Classifiche
| Classifica (2019) | Posizione massima |
| ----------------- | ----------------- |
| Italia            | 5                 |